# Río Boteti
El río Boteti, llamado también río Botletle o Botletli) es un curso de agua natural en Botsuana. Deriva su caudal del núcleo del delta del Okavango a través del río Thamalakane en Maun.

## Hidrología
En la estación de lluvias, el Boteti descarga en los salares de Makgadikgadi, dando vida a esa zona con la actividad estacional y la alta productividad biológica. En la estación seca, el Boteti es particularmente importante para proporcionar a la vida silvestre una zona para congregarse, ya que la mayoría de los estanques y drenajes estacionales están desprovistos de agua.
El Boteti fluye hacia el sudeste desde el pantano del río Thamalakane en Toteng, luego fluye hacia el noreste pasando por Tlkaseoulo, sobre las cataratas de Ghautsa, y luego fluye hacia el este pasando por los pueblos de Makalamabedi, Muekekle, y Matima, y luego en Kwaraga, gira al sur pasando por los pueblos de Phukumakaku, Khumaga (Lekono), Sukwane, Rakops (Jakops), y Xhuma (Khomo). Luego pasa por el lago Xau (o en un año muy húmedo dentro y fuera del lago Xau) y luego se dirige al este pasando por la aldea de Mopipi (Madista) y hacia el Ntwetwe Pan.
El Boteti se extiende desde Ngamilandia hasta el principal distrito de Boteti, donde se utiliza para llenar la presa de Mopipi, que es importante para las numerosas minas de diamantes de la zona, en particular la mina de diamantes de Orapa. El desvío del río ha dejado a muchos residentes sin una fuente adecuada de agua dulce; además, ya no podían disfrutar de la pesca y otras actividades en el río.

## Historia
A principios y mediados del siglo XX, la parte baja de Boteti, debajo de Sukwane, era una importante zona de producción de granos, con más de 2000 ha cultivadas hasta 1980. Sin embargo, el número y la extensión de los años húmedos ha disminuido, y el río se canalizó por debajo de Rakops para aumentar su caudal hasta la presa de Mopipi,  que fluía todo el año antes de mediados del decenio de 1990, después de lo cual la disminución de los caudales provocó la desecación estacional en algunos tramos inferiores.